# Vohni, Rozdolne
Vohni (în ucraineană Вогні) este un sat în comuna Kukușkine din raionul Rozdolne, Republica Autonomă Crimeea, Ucraina.

## Demografie
Componența lingvistică a localității Vohni
     Rusă (52,37%)
     Ucraineană (38,76%)
     Tătară crimeeană (5,92%)
     Alte limbi (0,74%)
Conform recensământului din 2001, majoritatea populației localității Vohni era vorbitoare de rusă (52,37%), existând în minoritate și vorbitori de ucraineană (38,76%) și tătară crimeeană (5,92%).